# Campanulals

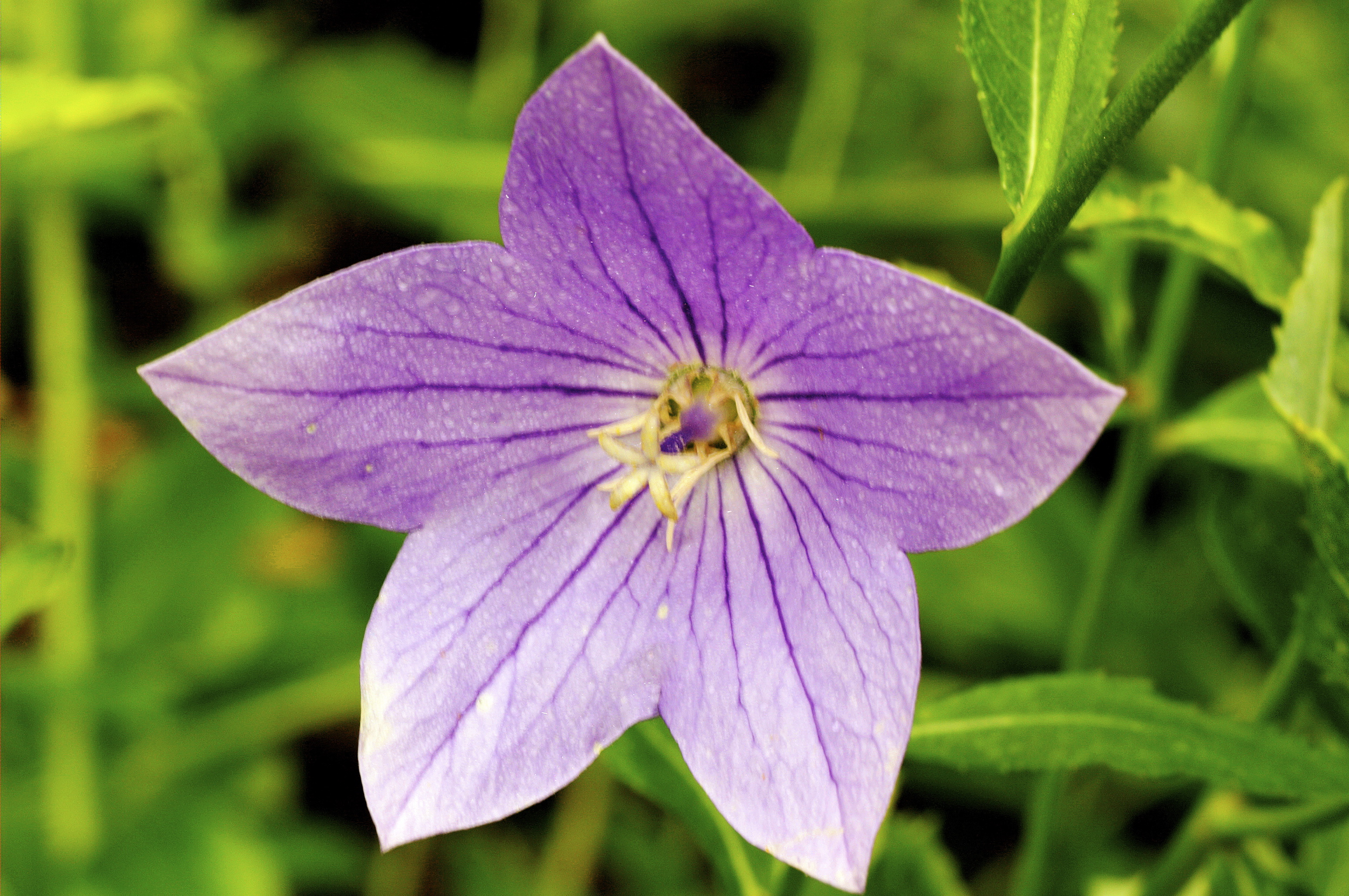
Platycodon grandiflorus

Campanulals (Campanulales) és un nom botànic vàlid per a un ordre de plantes. Es va usar en el sistema Cronquist de classificació com un ordre dins la subclasse Asteridae dins la classe Magnoliopsida, les plantes amb flors. Va incloure les famílies:
- Pentaphragmataceae A Watson and Dallwitz Arxivat 2006-03-10 a Wayback Machine. té un gènere, Pentaphragma amb 30 espècies del sud-est d'Àsia.
- Sphenocleaceae - 1 gènere
- Campanulaceae - 28 gèneres
- Stylidiaceae A Watson and Dallwitz Arxivat 2005-02-20 a Wayback Machine. 5 gèneres amb 150 espècies.
- Donatiaceae
- Brunoniaceae A Watson and Dallwitz Arxivat 2007-01-03 a Wayback Machine. una sola espècie: Brunonia australis
- Goodeniaceae (naupaka) - 1 gènere

Les campanulals ja no van ser reconegudes com a ordre pel primer sistema APG (1998), les seves famílies foren incloses dins l'ordre de les asterals, excepte la família Sphenocleaceae que va ser inclosa dins les solanals. Això ha estat confirmat a les següents versions, APG II (2003), APG III (2009) i APG IV (2016).